# Демонизация врага

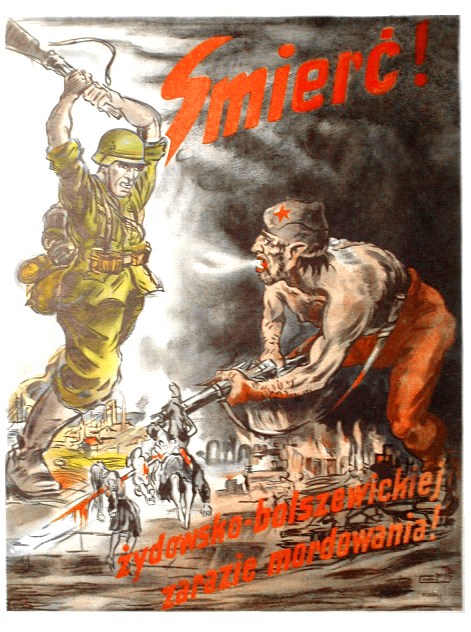
Немецкий пропагандистский плакат в Кракове в период немецкой оккупации, демонизирующий Красную Армию

Демонизация или дегуманизация врага (англ. demonization of the enemy, dehumanization of the enemy) — механизм создания образа врага посредством приписывания ему демонических черт либо прямого увязывания с «тёмными силами» в религиозных дискурсах. Представляет собой технологию чёрной пропаганды через формирование общественного мнения посредством создания образа врага как агрессора, представляющего собой угрозу и преследующего только разрушительные цели. Демонизация направлена на создание устойчивого стереотипа о личности, группе, идеологии или идее, целом государстве, а также на внушение ненависти к врагу, которая необходима для ведения борьбы с ним более простыми средствами, для объединения вокруг себя союзников и деморализации противника.

## Основные критерии
В своей статье «Демонизация как феномен» В. Л. Топоров писал:
| Слово «демонизация» пора включать в специальные словари. Прежде всего в политологические, но не только в них. Демонизация стала широко распространенной тактикой, обросла техникой, включила в свой репертуар разноликие сценарии. |

Демонизация столь же иррациональна, но предельно конкретна: демонизируются люди, поступки, общественные организации; государства, народы, религии, секты; идеи, понятия; прошлое, настоящее и будущее. Демонизируются и общественные ожидания.
Частое неправильное использование данного термина не всегда позволяет проанализировать его должным образом. Американский политолог Юлис Бойкофф выделяет следующие критерии демонизации врага:
1. И СМИ, и государство используют рамки для изображения присущей врагу моральной природы.
2. Характер противника и его природа изображены в соответствии с манихейским учением: борьба Света и Мрака, Добра и Зла. То есть противник представляет собой зло, с которым необходимо бороться.
3. Государство выступает источником такого демонического изображения.

Демонизация врага больше стимулирует страх общества перед неизвестным, преследуя цель сплочения общества перед лицом врага. Лучший способ доказательства демонической природы врага — живые примеры зверств, желательно с участием женщин, детей, стариков, священников и монахинь.

## История
Известно большое число примеров применения технологий демонизации противника. В частности, Фукидид отмечал случаи демонизации врага в Древней Греции.
Основным объектом демонизации в идеологии нацизма являются евреи, которые («семитская раса») рассматриваются как естественные враги и антиподы «арийской расы господ».
Главный расовый теоретик НСДАП Альфред Розенберг заимствовал термин «недочеловек» из немецкого перевода книги американского расового теоретика Лотропа Стоддарда «Бунт против цивилизации», в котором английское слово under-man было переведено как Untermensch.
Изначально, термин «недочеловек» использовался нацистами в полном соответствии с тем смыслом, который вложил в него Стоддард — для обозначения представителя низшей части общества, якобы состоящей из неспособных и неадаптивных индивидов, склонных к насилию по отношению к тем, кого «недочеловек» считает несправедливо возвысившимися над ним. Выступая 25 мая 1927 года с речью в Баварском земельном парламенте, Юлиус Штрайхер, назвал немецких рабочих, вставших на сторону коммунистов в непродолжительно существовавшей Баварской Советской Республике, «вырвавшимися на волю недочеловеками, бродившими по улицам и сеявшими смерть» («das losgelassene Untermenschentum mordend durch die Straßen zog»). В своей речи, произнесенной 10 сентября 1936 года, Йозеф Геббельс заявил, что «недочеловеки существуют, подобно закваске, в каждом народе» (…das Untermenschentum, das in jedem Volke als Hefe vorhanden ist…).
Однако, со временем в нацистской риторике «недочеловечность» низших слоёв любого — в том числе и немецкого — общества была перенесена на «иудейских большевиков», являвшихся, по мнению нацистов, организаторами любых революционных выступлений. В памфлете «СС как антибольшевистская боевая организация» Генрих Гиммлер писал:

Мы позаботимся о том, чтобы в Германии, в сердце Европы, больше никогда не была разожжена еврейско-большевистская революция недочеловеков (die jüdisch-bolschewistische Revolution des Untermenschen) — как изнутри страны, так и посредством эмиссаров извне.
После нападения Германии на СССР такое отношение нацистов к «иудейским большевикам» распространилось на все население Советского Союза, находившееся под властью большевиков и якобы сражавшееся за их интересы. Как пишет историк Роберт Ян ван Пелт, нацистам «потребовался лишь один шаг до демагогического противопоставления европейскому человеку (European Mensch) советского недочеловека (Soviet Untermensch), под которым подразумевался русский в когтях иудео-большевизма». В своём выступлении 13 июля 1941 года в Штеттине Гиммлер произнёс:

Когда вы, друзья мои, сражаетесь на Востоке, вы продолжаете ту же борьбу против того же недочеловечества, против тех же низших рас, которые когда-то выступали под именем гуннов, позднее — 1000 лет назад во времена королей Генриха и Оттона I, — под именем венгров, а впоследствии под именем татар; затем они явились снова под именем Чингисхана и монголов. Сегодня они называются русскими под политическим знаменем большевизма.
Безуспешность плана нанесения быстрого поражения Красной Армии в «молниеносной войне» и ограниченность людских ресурсов Германии вынудили нацистов в очередной раз изменить трактовку термина «недочеловек». В изданной в 1942 году массовым тиражом брошюре «Недочеловек» («Der Untermensch») русский крестьянин называется «настоящим человеком», объявленным большевиками «смертельным врагом Советского государства», низведённым ими «до уровня животного» и осознающим, что «он стал рабом, работающим на своей собственной земле только на своего еврейского хозяина». Многие фотографии, составляющие большую часть брошюры, призваны проиллюстрировать ужасы жизни русских в «Советском раю». Русскому народу напоминается о том, что «…Петр I, Екатерина II и все остальные призывали немецкого крестьянина и немецкого офицера…», которые в брошюре названы носителями «…немецкого духа, пришедшего на эту землю, чтобы помочь, но жестоко и бессмысленно уничтоженного [большевизмом]». О России говорится, как о «трамплине, с которого недочеловеческая идеология и доктрина бросаются [на борьбу] против мира света». А «мир света» предупреждается о том, что «Женщины Европы страдали бы и плакали точно так же, как эти русские женщины плачут от своих страданий».
Собственно «недочеловеками» или «биологическими существами», обладающими «подобием мозга», однако «духовно и психологически стоящими ниже любого животного» в брошюре названы «мулаты и финно-азиатские варвары, цыгане и чернокожие дикари». Эти существа, якобы, тысячелетиями вовлечены в «конфликт между человеком и анти-человеком», называемым в брошюре «законом природы».
Подобное смещение акцентов дало нацистам основания для привлечения большого числа советских граждан к службе в рядах Вермахта и к сотрудничеству с оккупационными властями. В 1943 году нацисты официально признали «арийцами» все славянские народы, кроме поляков, что позволило принимать их представителей на службу в Ваффен-СС.
Характерная для брошюры «Недочеловек» демонизация врага, как пропагандистский приём, широко использовалась всеми основными участниками Второй мировой войны.
Для советской пропаганды военных лет было свойственно называть всех немцев убийцами, кровопийцами и каннибалами, целью которых являлось уничтожение народов, населяющих СССР, что иллюстрируется такими произведениями, как «Наука ненависти» Михаила Шолохова, «Убей его!» Константина Симонова и «Убей!» Ильи Эренбурга («Мы поняли: немцы не люди»).
Уинстон Черчилль, продолжая традицию, заложенную ещё в период Первой мировой войны, в одной из своих речей назвал немецкий народ «злобными гуннами, часть которых можно вылечить, а остальных — только убить» («malignant Huns, some of whom are curable and others killable»), а в другой речи назвал немецкую армию, вторгнувшуюся в СССР, «гуннской солдатней, движущейся подобно рою ползущей саранчи» («the Hun soldiery, plodding on like a swarm of crawling locusts»).
Во время Второй мировой войны государственный департамент и другие госучреждения США выпустили документальные фильмы с элементами пропаганды: демонстрировались кадры с американским флагом, и одновременно власти демонизировали образ Японии. С помощью этих элементов пропаганды США стремились оправдать свои действия и показать, что в их основе лежал патриотизм и забота о нации.
Филипп Найтли, английский журналист и писатель, считает, что демонизация противника (прежде всего лидеров вражеских стран и затем отдельных лиц) стала предсказуемым шаблоном, которому следуют западные СМИ.
В период войны Армении и Азербайджана за Нагорный Карабах в Азербайджане, по аналогии со знаменитыми представлениями о евреях, начали формировать образ армян.
Многими политиками демонизируются как образы России, США, стран «оси зла», так и образы Исламского государства и других террористических группировок.
Директор Левада-центра Лев Гудков заявил Русской службе Би-би-си:

Происходит дегуманизация, превращение врага в нечто, враждебное качествам, которые приписывают россияне сами себе. До 2008 года, «мюнхенской речи» Путина, пока не было развернутой антизападной пропаганды, восприятие Запада было достаточно позитивным. После принятия репрессивных законов, например закона Димы Яковлева, началась сильнейшая пропаганда, один из мотивов которой состоял в том, что Запад утратил свои христианские ценности, что это разлагающееся общество, которому российское руководство противопоставляет свои традиционные ценности: крепкая семья, православная вера и так далее.

## Олицетворение и демонизация
Техника демонизации противника является наиболее важным элементом пропаганды, которую можно намного легче использовать и применять, если врага олицетворяет один человек.
«Не обязательно заставлять ненавидеть весь народ, — писал Понсонби. — Надо персонифицировать образ врага, показать своему населению, что глава, руководитель „других“ — это душевнобольной, свихнувшийся, продажный человек». Этот принцип активно используется и в современных информационных войнах и пропагандах. Демонизируются образы таких политических лидеров, как Слободан Милошевич, Саддам Хуссейн, Муаммар Каддафи, Фидель Кастро и других, преследуя цель доказать, что они представляют угрозу для всего цивилизованного мира.

## Последствия
Стратегия демонизации противника неизбежно приводит к замкнутом кругу действий по эскалации напряжённости, исключает возможность дипломатического решения и неизбежно ведёт к ухудшению отношений или войне. Другим последствием изображения врага как демона является восприятие в равной степени демоническим всего населения, политического аппарата или страны, а не только лидера «других».

## Критика
Технику демонизации врага часто критикуют за то, что она эффективна только при пропаганде в отношении своего населения или народов дружественных и нейтральных стран, однако при воздействии на противника она действует не всегда. Представление оппонента в невыгодном свете часто приводит к тому, что любые пропагандистские нападки на страну или на её лидера не деморализуют общество оппонента, а наоборот сплачивают его и усиливают лояльность тех, кто ещё не вполне отождествляет себя с государственной системой.
Более того, страны, прибегающие к демонизации врага, часто критикуются другими странами за фальсификацию информации, преувеличение недостатков и оправдание военных действий.
Критики акцентируют внимание также и на том, что эта тактика маскирует реальную проблему и свидетельствует о внутренней неуверенности и страхе перед ближайшим окружением, гнев которого необходимо направить против врага, чтобы укрепить лояльность к себе и снять с себя всю ответственность за происходящее.

## В искусстве, культуре и СМИ
- В романе Джорджа Оруэлла «1984» есть такие события как Двухминутка ненависти и Неделя ненависти, где проводится демонизация Эммануэля Голдстейна и текущего врага Океании или Остазии.
- В 1994 году российская панк-группа «Наив» записала альбом под названием «Дегуманизированные штаты Америки».
- Руандийская радиостанция «Радио тысячи холмов» в 1993—1994 годах своими передачами разжигала межнациональную рознь и ненависть в стране и способствовала геноциду[26].